# Klaus W. Krause
Klaus Willi Krause (* 2. Mai 1903 in Berlin; † 25. März 1976 in Wolnzach) war ein deutscher Schauspieler, Hörspiel- und Synchronsprecher.

## Leben
Krause wurde als Willy Hermann Krause geboren. 1927 erteilte ihm das Amtsgericht Berlin-Neukölln die Erlaubnis, den Vornamen Klaus zu führen. Seine künstlerische Ausbildung erhielt Krause an der Reicherschen Hochschule für dramatische Kunst. Er trat als Theaterschauspieler zunächst in seiner Heimatstadt, am Stadttheater in Koblenz und am Schauspielhaus in Bremen auf. Von 1933 bis 1943 war er am Nationaltheater Mannheim verpflichtet. Sein letztes Engagement vor Kriegsende führte ihn an das von Alexander Golling geleitete Bayerische Staatsschauspiel nach München. Die ersten Theaterverpflichtungen nach 1945 brachten Krause nach Köln an die Städtischen Bühnen (1946–1947) und erneut nach München an das Junge Theater (1947–1948). Ab 1949 wirkte er auch in kleinen Nebenrollen in Kino- und Fernsehproduktionen mit.
Er war jedoch vor allem als Synchronsprecher tätig. Ab den späten 1950er Jahren sprach er besonders häufig Jean Gabin, unter anderem in Balduin, das Nachtgespenst (1968), Der Clan der Sizilianer (1969), Die Katze (1971) und Endstation Schafott (1973). Auch Fernandel synchronisierte er mehrfach, wie z. B. in
Hochwürden Don Camillo (1961). Gregory Peck lieh er seine Stimme in Die Wildnis ruft (1947) und Moby Dick (1956). Weitere Schauspieler, die er synchronisierte, waren William Powell (Keine Zeit für Heldentum, 1955), Thomas Mitchell (Die unteren Zehntausend, 1961), Edward G. Robinson (Meine Geisha, 1962) und Boris Karloff (Bewegliche Ziele, 1968). Im Bereich Trickfilm sprach er unter anderem den Druiden Miraculix in Asterix der Gallier (1967) und Asterix und Kleopatra (1968) sowie Butler Edgar in Aristocats (1970).
Auch in vielen Hörspielen kam er als Sprecher zum Einsatz, so beispielsweise 1959 in Paul Temple und der Conrad-Fall, dem einzigen Paul-Temple-Hörspiel, das vom Bayerischen Rundfunk produziert wurde. In Dickie Dick Dickens und einer Hörspielfassung von Ich denke oft an Piroschka wirkte Krause ebenfalls mit.

## Filmografie (Auswahl)
- 1949: Das Geheimnis der roten Katze
- 1950: Die Nacht ohne Sünde
- 1953: Der Kaplan von San Lorenzo
- 1954: Bildnis einer Unbekannten
- 1954: Gitarren der Liebe
- 1954: Meines Vaters Pferde I. Teil Lena und Nicoline
- 1954: Meines Vaters Pferde II. Teil Seine dritte Frau
- 1955: Die Medaille
- 1959: Das schöne Abenteuer
- 1962: Lieder klingen am Lago Maggiore
- 1965: Im Schatten einer Großstadt (TV-Film)
- 1965: Die fünfte Kolonne (TV-Serie, eine Folge)
- 1965: Der Graue (TV-Film)
- 1965: Immer und noch ein Tag (TV-Film)
- 1965: Südsee-Affaire (TV-Film)
- 1965: St. Pauli Herbertstraße
- 1967: Der Auswanderer (TV-Film)
- 1969: Die Reise nach Tilsit
- 1969: Tausendundeine Nacht (TV-Serie, eine Folge)
- 1970: Der Minister und die Ente (TV-Film)
- 1970: Ein großer graublauer Vogel
- 1971: Der Kommissar – Als die Blumen Trauer trugen (TV-Serie, eine Folge)
- 1972: Robbi, Tobbi und das Fliewatüüt (TV-Miniserie)
- 1973: Der Bastian (TV-Serie, drei Folgen)
- 1976: Halt die Luft an alter Gauner – Der Stockfisch und das Stinktier

## Hörspiele (Auswahl)
- 1948: Draußen vor der Tür von Wolfgang Borchert – als Oberst, Regie: Walter Ohm (Radio München)
- 1952: Der Sängerkrieg der Heidehasen – Regie: Hanns Cremer
- 1956: Schnee auf dem Kilimandscharo – Regie: Heinz-Günter Stamm
- 1961: Maigret und die Bohnenstange – Regie: Heinz-Günter Stamm
- 1966: Glocken in der Neujahrsnacht nach Der Glocken Schlag – als Wachtmeister, Regie: Otto Kurth

## Synchronarbeiten (Auswahl)
Jean Gabin
- 1955: Napoleon (Napoléon) – als Jean Lannes (2. Synchronfassung)
- 1958: Die Elenden (Les Misérables) – als Jean Valjean (Synchronfassung der BRD)
- 1959: Im Kittchen ist kein Zimmer frei (Archimède, le clochard) – als Archimedes
- 1960: Ein Herr ohne Kleingeld (Le Baron de l’écluse) – als Baron Jerome Napoleon Antoine
- 1960: Der Himmel ist schon ausverkauft (Les Vieux de la vieille) – als Jean-Marie Péjat
- 1961: Der Herr mit den Millionen (Le Cave se rebiffe) – als Ferdinand Maréchal
- 1961: Der Präsident (Le Président) – als Émile Beaufort
- 1962: Ein Affe im Winter (Un singe en hiver) – als Albert Quentin
- 1962: Ein Herr aus besten Kreisen (Le Gentleman d’Epsom) – Richard Briand-Charmery
- 1963: Lautlos wie die Nacht (Mélodie en sous-sol) – als Charles
- 1963: Kommissar Maigret sieht rot! (Maigret voit rouge) – als Kommissar Maigret
- 1964: Monsieur – als Monsieur
- 1965: Herr auf Schloß Brassac (Le Tonnerre de Dieu) – als Léandre Brassac
- 1966: Blüten, Gauner und die Nacht von Nizza (Le Jardinier d’Argenteuil) – als Joseph Martin
- 1967: Action Man – Bankraub fast perfekt (Le Soleil des voyous) – als Denis Farrand
- 1968: Der Bulle (Le Pacha) – als Louis Joss
- 1968: Balduin, das Nachtgespenst (Le Tatoué) – als Legrain
- 1969: Der Clan der Sizilianer (Le clan des Siciliens) – als Vittorio Manalese
- 1970: Der Erbarmungslose (La Horse) – als Auguste Maroilleur
- 1971: Die Katze (Le Chat) – als Julien Bouin
- 1973: Der Killer und der Kommissar (Le Tueur) – als Commissaire Le Guen
- 1973: Die Affäre Dominici (L’Affaire Dominici) – als Gaston Dominici
- 1973: Endstation Schafott (Deux hommes dans la ville) – als Germain Cazeneuve

Fernandel
- 1952: Der Damenfriseur (Coiffeur pour dames) – als Marius
- 1954: Der Hammel mit den fünf Beinen (Le Mouton à cinq pattes) – als Édouard / Abbé Charles / Desire Saint-Forget (1. Synchronfassung)
- 1955: Die große Schlacht des Don Camillo (Don Camillo e l’onorevole Peppone) – als Don Camillo
- 1956: Der Modekönig (Le Couturier de ces dames) – als Fernand Vignard
- 1958: Das Leben zu Zweit (La Vie à deux) – als Marcel Caboufigue
- 1959: Ich und die Kuh (La Vache et le prisonnier) – als Charles Bailly
- 1960: Dynamit Jack (Dynamite Jack) – als Dynamite Jack / Antoine Espérandieu
- 1961: Hochwürden Don Camillo (Don Camillo Monsignore) – als Don Camillo
- 1963: Alles in Butter (La Cuisine au beurre) – als Fernand Jouvin
- 1966: Geld oder Leben (La Bourse et la vie) – als Charles Migue
- 1970: Sein letzter Freund (Heureux qui comme Ulysse) – als Antonin

Raymond Massey
- 1940: Land der Gottlosen (Santa Fe Trail) – als John Brown (1. Synchronfassung)
- 1944: Arsen und Spitzenhäubchen (Arsenic and Old Lace) – als Jonathan Brewster
- 1946: Irrtum im Jenseits (A Matter of Life and Death) – als Ankläger Farlan (2. Synchronfassung von 1965)

Orson Welles
- 1955: Herr Satan persönlich (Mr. Arkadin) – als Gregory Arkadin
- 1965: Falstaff (Campanadas a medianoche) – als John Falstaff
- 1965: Im Reich des Kublai Khan (La Fabuleuse aventure de Marco Polo) – als Akerman

Edward G. Robinson
- 1962: Meine Geisha (My Geisha) – als Sam Lewis
- 1963: Mein Freund, der Diamanten Joe (Sammy Going South) – als Cocky Wainwright
- 1969: Mackenna’s Gold – als Old Adams

Victor Kilian
- 1939: S.O.S. Feuer an Bord (Only Angels Have Wings) – als Sparks (Synchronfassung von 1950)
- 1945: Ich kämpfe um dich (Spellbound) – als Sheriff

Gregory Peck
- 1946: Die Wildnis ruft (The Yearling) – als Ezra „Penny“ Baxter
- 1956: Moby Dick – als Kapitän Ahab

Weitere
- 1931: Dracula – Herbert Bunston als Dr. Jack Seward (Synchronfassung von 1969)
- 1937: Schneewittchen und die sieben Zwerge (Snow White and the Seven Dwarfs) – Roy Atwell als Chef (2. Synchronfassung von 1966)
- 1938: Robin Hood, König der Vagabunden (The Adventures of Robin Hood) – Melville Cooper als Sheriff von Nottingham
- 1938: Leoparden küßt man nicht (Bringing Up Baby) – Walter Catlett als Constable Slocum (Synchronfassung von 1966)
- 1940: Pinocchio – Christian Rub als Gepetto (2. Synchronfassung von 1973)
- 1941: Citizen Kane – George Coulouris als Walter Parks Thatcher (Synchronfassung von 1961)
- 1942: Meine Frau, die Hexe (I Married a Witch) – Cecil Kellaway als Daniel
- 1946: Duell in der Sonne (Duel in the Sun) – Charles Bickford als Sam Pierce
- 1948: Die Gezeichnete (The Search) – Eduardo De Filippo als Don Michele
- 1959: Tag der Gesetzlosen (Day of the Outlaw) – Burl Ives als Captain Jack Bruhn
- 1963: Das Mädchen Irma la Douce (Irma la Douce) – Lou Jacobi als Bistro-Wirt Moustache
- 1964: Mary Poppins – Ed Wynn als Onkel Albert
- 1966: Toll trieben es die alten Römer (A Funny Thing Happened on the Way to the Forum) – Buster Keaton als Erronius
- 1967: Rat mal, wer zum Essen kommt (Guess Who’s Coming to Dinner) – Spencer Tracy als Matt Drayton
- 1967: Asterix der Gallier (Astérix le Gaulois) – Lucien Raimbourg als Miraculix (1. Synchronfassung von 1971)
- 1968: Asterix und Kleopatra (Astérix et Cléopâtre) – Lucien Raimbourg als Miraculix (1. Synchronfassung von 1970)
- 1970: Aristocats (The Aristocats) – Roddy Maude–Roxby als Butler Edgar
- 1972: Die Faust der Rebellen (Boxcar Bertha) – John Carradine als H. Buckram Sartoris (gekürzte Kinofassung)